# Тулилув
Тулилув (пол. Tuliłów) — деревня в Бяльском повете Люблинского воеводства Польши. Входит в состав гмины Мендзыжец-Подляски. По данным переписи 2011 года, в деревне проживало 395 человек.

## География
Деревня расположена на востоке Польши, к северу от реки Кшны-Пулноцны, на расстоянии приблизительно 30 километров к западу-юго-западу (WSW) от города Бяла-Подляска, административного центра повета. Абсолютная высота — 150 метров над уровнем моря. К югу от населённого пункта проходит региональная автодорога 806.

## История
По данным на 1827 год имелся 41 двор и проживал 232 человека. Согласно «Справочной книжке Седлецкой губернии на 1875 год» деревня входила в состав гмины Загайки Радинского уезда Седлецкой губернии.
В 1975—1998 годах деревня входила в состав Бяльскоподляского воеводства.

## Население
Демографическая структура по состоянию на 31 марта 2011 года:
|         | Всего | До трудоспособного возраста | Трудоспособного возраста | Старше трудоспособного возраста |
| ------- | ----- | --------------------------- | ------------------------ | ------------------------------- |
| Мужчины | 204   | 50                          | 135                      | 19                              |
| Женщины | 191   | 44                          | 113                      | 34                              |
| Всего   | 395   | 94                          | 248                      | 53                              |